# Zweiter Makedonisch-Römischer Krieg
Schlacht von Kynoskephalai
Der Zweite Makedonisch-Römische Krieg war eine Auseinandersetzung zwischen König Philipp V. von Makedonien und dem Römischen Reich. Die Kampfhandlungen fanden zwischen 200 und 197 v. Chr. statt.

## Vorgeschichte und Ausbruch des Krieges

### Vorgeschichte
Die erste Konfrontation zwischen Rom und Makedonien trat zur Zeit des Zweiten Punischen Krieges im Ersten Makedonisch-Römischen Krieg auf. Nachdem es auf Grund der römischen Niederlagen so aussah, als ob Karthago siegreich aus dem Krieg hervorgehen würde, wandte Philipp sein Interesse von Griechenland ab hin zur illyrischen Küste. Mit einer makedonischen Flotte begann er die illyrische Küste zu bedrohen, konnte sich einiger Besitzungen bemächtigen und schloss ein Bündnis mit Hannibal ab. Nach wechselvollen Bündnissen und Kämpfen in der Adria sowie in Griechenland kam es 205 v. Chr. im Frieden von Phoinike zu einem Ende der Kampfhandlungen.

### Ereignisse bis zum Kriegsausbruch
Rom hatte die Parteinahme Philipps V. von Makedonien zu Gunsten Karthagos nicht vergessen. Philipp hatte daraufhin mit dem Seleukidenkönig Antiochos III. 203/2 einen „Raubvertrag“ geschlossen, in dem sie das Territorium der durch den 205/4 v. Chr. erfolgten Tod des Königs Ptolemaios’ IV. Philopator und die daraus resultierende Minderjährigkeitsregierung des Ptolemaios V. Epiphanes politisch geschwächten Ptolemäer unter sich aufteilten.
Während sich Antiochos III. daran machte, die syrischen Gebiete des Ptolemäerreiches zu annektieren und Südsyrien schließlich mit der Schlacht an den Jordanquellen im Jahr 200 v. Chr. seinem Reich eingliedern konnte, expandierte Philipp mit hoher Geschwindigkeit nach Osten in den Raum der Ägäis. Zu Anfang erzielten die Makedonen an Hellespont und Propontis noch mehrere Erfolge und nahmen die Städte Lysimacheia, Sestos und Perinth sowie Chios ein. Nach diesen anfänglichen Erfolgen geriet der makedonische Vormarsch jedoch ins Stocken. Als Antwort auf die nach Osten gerichtete makedonische Expansion hatten sich das pergamenische Reich, die Rhodier sowie die Städte Kyzikos und Byzantion zu einer Koalition gegen Philipp zusammengeschlossen und der makedonischen Marine in der Schlacht bei Chios des Jahres 201 schwere Verluste gebracht. Doch der Makedonenkönig ließ sich durch diese Rückschläge nicht von seinen Eroberungsplänen abbringen. Als Antwort auf die Gegenwehr der Koalition belagerte er vergeblich Pergamon und verwüstete nach Abbruch der Belagerung die pergamenische Umgebung und die großen Tempelbauten. Anschließend zog er Richtung Karien mit dem Vorhaben weiter, die dortigen rhodischen und ptolemäischen Gebiete zu annektieren.
Im Herbst 201 v. Chr. richteten Pergamon und Rhodos daraufhin, nachdem sie auf Grund der Annexionspolitik Philipps erkannten, dass ihre Koalition der makedonischen Expansion nicht lange standhalten würde, ein Hilfegesuch an Rom. Die Mittelmächte Pergamon und Rhodos befürchteten wohl zu Recht, dass sie sich angesichts dieser Gegner nicht ohne fremde Hilfe würden behaupten können.
Nachdem das Hilfegesuch eingetroffen war, wurde im Frühjahr 200 v. Chr. in Rom der Makedonienkenner Publius Sulpicius Galba Maximus zum Konsul gewählt. Dieser konnte die noch vom Zweiten Punischen Krieg ermüdete Bevölkerung, nachdem sie zuvor in der Centurienversammlung eine Kriegserklärung an Philipp abgelehnt hatte, in einer zweiten Abstimmung zur Annahme der Erklärung überreden. Daraufhin wurde eine Senatskommission nach Ägypten entsandt, um sich der Neutralität der Ptolemäer zu versichern, mit denen Rom schon seit 273 v. Chr., also seit der Zeit Ptolemaios’ II., in einem Amicitia-Verhältnis stand. Zudem wurde eine Gesandtschaft nach Griechenland entsandt, um diplomatischen Druck auf Philipp auszuüben. Diese traf jedoch nur ein Athen belagerndes makedonisches Heer unter der Führung des makedonischen Feldherrn Nikanor an, das zum Abzug bewegt werden konnte. Athen reihte sich zudem in die Reihe der Gegner Philipps ein.
Im Sommer desselben Jahres wurde Philipp, der gerade Abydos belagerte, von dem aus Rhodos angereisten römischen Gesandten Marcus Aemilius Lepidus aufgesucht. Dieser trug dem König die mittlerweile verschärften römischen Forderungen vor und stellte Philipp vor ein Ultimatum. Rom verbot ihm, in Griechenland Krieg zu führen, forderte die Herausgabe seiner Eroberungen sowie die Unterwerfung unter ein rhodisch-pergamenisches Schiedsgericht. Philipp lehnte die Forderungen als unangemessene Einmischung in seine Machtsphäre ab und durchbrach das römische Ultimatum, indem er Abydos blutig eroberte. Die Gesandtschaft, der Aemilius Lepidus angehörte, zog daraufhin über Syrien, wo der Fünfte Syrische Krieg gerade in vollem Gange war, ohne mit Antiochos III. zusammenzutreffen, weiter nach Ägypten. Dort nahm Lepidus eine Art „Vormundschaft“ über den ptolemäischen Kindkönig und das ptolemäische Ägypten ein.

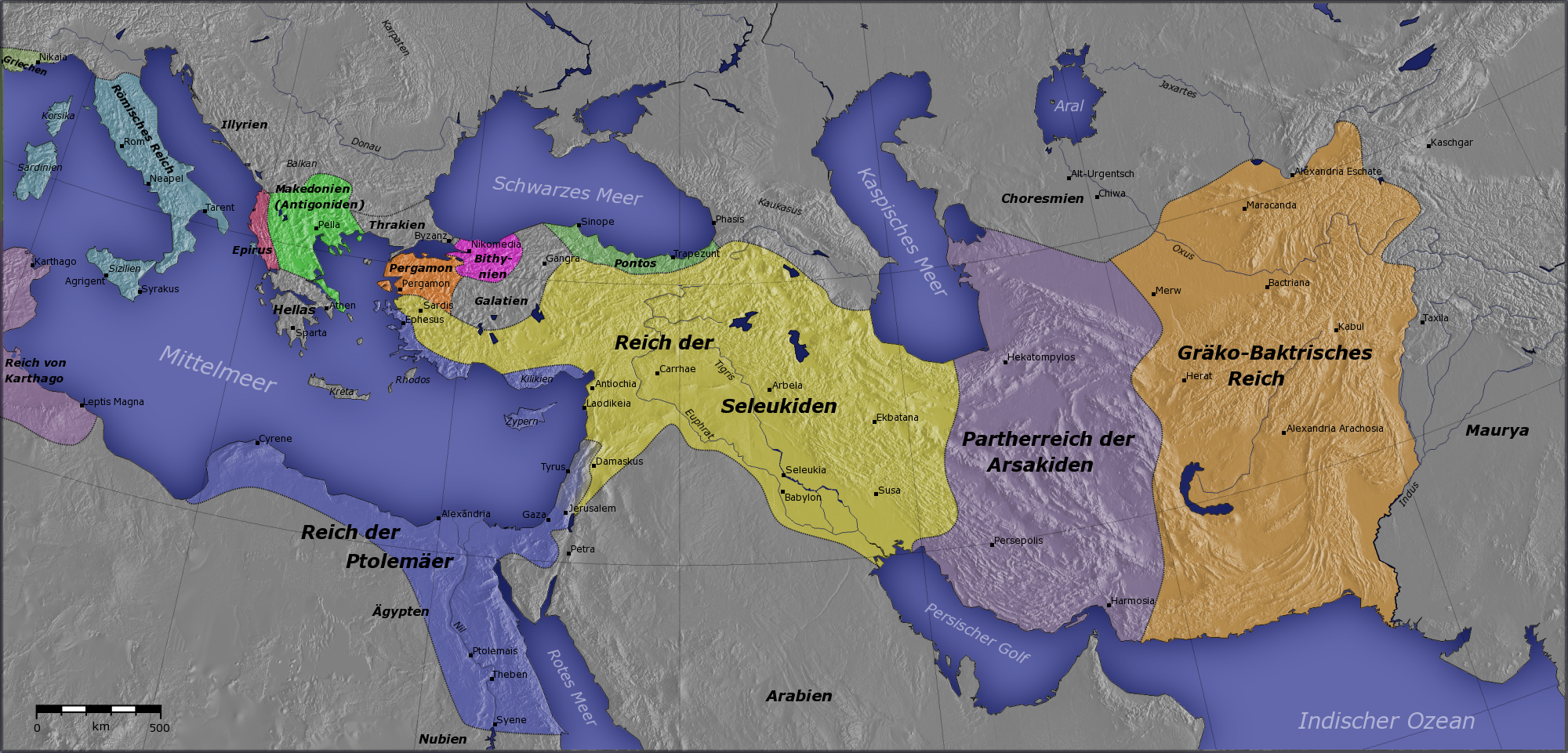
Die Diadochenreiche vor Beginn der Kämpfe mit Rom um 200 v. Chr.

### Kriegsgründe Roms
Die Motive Roms für den Zweiten Makedonisch-Römischen Krieg dürften erstens darin gelegen haben, den schlechten Eindruck gegenüber den Griechen aus dem letzten Krieg wettzumachen, zweitens einen weiteren Machtgewinn Makedoniens, unter anderem auf Kosten des Ptolemäerreiches auf Grundlage des „Raubvertrages“, zu unterbinden, drittens in der Angst vor einer großen, dem Zweiten Punischen Krieg ähnlichen Feindkoalition sowie viertens darin, sich für Philipps Allianz mit Hannibal zu rächen.

## Kriegsverlauf
Im Herbst des Jahres 200 v. Chr. landete Sulpicius Galba mit zwei Legionen im griechischen Apollonia und eröffnete damit den Krieg. Die Truppen rückten in Richtung Makedonien vor. Trotz des Eintritts der Aitoler in den Krieg gegen Philipp im Jahr 199 v. Chr. und der Einnahme von Chalkis konnten zunächst, auch unter dem neuen Befehlshaber des Jahres 199 v. Chr., Publius Villius Tappulus, nur wenig Erfolge verzeichnet werden. Die Römer wurden durch die makedonischen Sperren im Norden von Epirus festgehalten und Philipp führte weiterhin militärische Vorstöße durch. Nachdem die Legionen durch Truppen aus Afrika verstärkt worden waren, kam es sogar zu Meutereien.
Erst die Übernahme des Kommandos durch den dreißigjährigen römischen Feldherrn Titus Quinctius Flamininus im Jahre 198 v. Chr. führte zu einer aus römischer Sicht zunehmenden Verbesserung des Kriegsverlaufes. Der fließend Griechisch sprechende Flamininus umging mit seinen Truppen in einem Gebirgsmarsch die makedonischen Sperren am Aoos – beim heutigen Këlcyra – und nahm diese ein. Daraufhin führte er einen disziplinierten Vormarsch der römischen Truppen bis nach Thessalien durch. Die diplomatische Arbeit des Feldherrn führte zu einem Umschwung in der griechischen Öffentlichkeit zu Gunsten Roms, so dass 198 auch die Achaier auf die Seite der römischen Koalition folgten. Die Achaier waren bisher Philipps wichtigste Verbündete gewesen, konnten aber keinen weiteren Nutzen in der Allianz mehr erkennen und hatten es außerdem auf die zu Philipp gehörende Stadt Korinth abgesehen. Zudem setzte sich der pergamenische Herrscher Attalos I. persönlich in der Bundesversammlung des Böotischen Bundes, wo er später einem Schlaganfall erlag, erfolgreich für die Koalition gegen Makedonien ein und konnte so die Böoter auf die römische Seite ziehen. So schaffte es Flamininus, dass vor der entscheidenden Schlacht gegen die makedonischen Truppen der größte Teil der Griechen auf römischer Seite stand.
Erste Annäherungsversuche und Friedensverhandlungen der beiden Kriegsparteien in Rom im Winter 198/7 v. Chr. scheiterten an den sich  während der Verhandlungen stetig erhöhenden Forderungen der gegen Makedonien verbündeten griechischen Staaten und dem Wunsch des Flamininus nach einem spektakulären Kriegsabschluss, nachdem sein Mandat verlängert worden war. Nach dem Scheitern der ersten Verhandlungen schob Flamininus die römischen Truppen weiter vor und eroberte das böotische Theben. Die endgültige Entscheidung des Krieges fiel im Frühsommer 197 v. Chr. in der thessalischen Ebene in der Schlacht von Kynoskephalai westlich der Stadt Pherai, wo die mit Sarissen kämpfende makedonische Phalanx eine vernichtende Niederlage gegen die in lockerer Formation kämpfenden, mit dem „spanischen Schwert“ (Gladius) ausgerüsteten Legionen erlitt.
Nach der Niederlage Makedoniens kam es Flamininus nun darauf an, die Friedensverhandlungen, die zuerst im Tempe-Tal stattfanden, so schnell wie möglich mit Erfolg abzuschließen. Denn Antiochos III. hatte noch während der Kämpfe in Makedonien damit begonnen, zu Wasser und zu Land eine Offensive gegen das westliche Kleinasien zu eröffnen, und Rom war sich noch nicht über Antiochos’ längerfristigen Ziele im Klaren. Doch trotz der prekären Situation kam es während der Verhandlungen zu Kontroversen im Bezug auf die Frage wie mit den von Philipp abgetretenen Städten und Landschaften umzugehen sei, welche politische Ordnung und welche Grenzen sie erhalten sollten. Hinzu kam die Forderung der Ätoler, Makedonien komplett von der politischen Karte der Balkanhalbinsel zu entfernen. Das von den Ätolern geforderte Vorgehen gegen Makedonien war jedoch nicht in römischem Sinne. Die Römer sahen die Zukunft Makedoniens eher in einem territorial beschnittenen Pufferstaat gegen die Stämme des Nordens als in der politischen Elimination. Zu einem Friedensschluss, der die makedonische Hegemonie über Griechenland beendete, kam es schließlich erst 197/6 v. Chr. in Rom.
Der Friedensschluss regelte so zunächst den Umgang mit Makedonien, die Kriegsentschädigungen und den staatsrechtlichen Umgang zwischen Rom und Makedonien. Die Frage, wie mit den befreiten Gebieten verfahren werden sollte, war immer noch nicht genügend geklärt worden. So kam die Öffentlichkeit, allen voran die aitolische Propaganda, zu der Überzeugung, die vormals makedonisch besetzten Gebiete würden nur von makedonischem in römischen Besitz überwechseln. Es würde also keine „echte Freiheit“ der Griechen zu Stande kommen. Diese Befürchtungen konnte Flamininus schließlich bei der Eröffnung der Istmischen Spiele durch die Freiheitserklärung an die griechischen Städte und Landschaften, in der ein Herold alle befreiten Volkschaften aufzählte, beschwichtigen.
Die griechische Dankbarkeit zeigte sich daraufhin in der Ehrung des Flamininus als Sotér (altgr. Σοτέρ „Erretter“) und als Prómachos (altgr. Πρόμαχος „Vorkämpfer“). Zudem wurde der Feldherr in kultischer Form gefeiert und die Griechen prägten Goldstatere mit seinem Porträt. Die letzte römische Legion zog 194 v. Chr., unter der Leitung von Flamininus’ Bruder Lucius aus Griechenland ab.

## Auswirkung des Krieges

### Makedonien
Philipp verlor die „drei Fesseln Griechenlands“ Demetrias, Eretria und Korinth sowie die Herrschaft über Thessalien. Er musste zudem seine kleinasiatischen und europäischen, außerhalb Makedoniens gelegenen Besitzungen aufgeben und das makedonische Staatsgebiet wurde auf die ungefähren Grenzen zur Zeit Philipps II. reduziert. Zudem musste er seine Flotte bis auf sechs Schiffe ausliefern, innerhalb von zehn Jahren eine Entschädigung von 1000 Talenten Silber aufbringen und den Römern militärische Unterstützung leisten. Seinen Sohn Demetrios musste er als politische Geisel nach Rom übersenden.

### Die griechischen Staaten
Flamininus erklärte bei den Isthmischen Spielen im Jahre 196 v. Chr. die Freiheit der griechischen Staaten. Die Griechen feierten Rom daraufhin als Retterin und in Smyrna wurde der Stadt Rom (urbs Roma) der erste Tempelkult geweiht. Der siegreiche Feldherr Titus Quinctius Flamininus wurde zudem mit Elementen und in der Form des hellenistischen Herrscherkultes geehrt.
Eine weitere Folge des Krieges und der Befreiung der griechischen Staaten war, dass die vorher nach außen bzw. gegen Makedonien konzentrierten Einzelinteressen der griechischen Staaten sich nun Bahn brachen und zu vermehrten Spannungen im griechischen Mutterland führten. Dies ist am Beispiel des noch 195 v. Chr. vom spartanischen Tyrannen Nabis annektierten Argos zu sehen, das durch römische Truppen befreit werden musste.

### Rom
Durch den Sieg über Makedonien schuf Rom in Griechenland ein politisches Machtvakuum. Die verbliebene hellenistische Großmacht, das Seleukidenreich Antiochos’ III., versuchte daraufhin diesen vermeintlich leeren Raum für sich zu gewinnen und in den eigenen Machtbereich einzugliedern. Auf Grund des vorhergegangenen Engagements in Griechenland, durch das Rom selbst zu einem Machtfaktor im hellenistischen Osten geworden war, musste sich Rom mit dem neu erschienenen Rivalen auseinandersetzen. Diese Konfrontation mündete schließlich im Römisch-Syrischen Krieg.